# Tropicana Field
El Tropicana Field, conegut com el Trop, és un estadi amb cúpula polivalent situat a Saint Petersburg, Florida, Estats Units. Ha estat l'⁣estadi dels Tampa Bay Rays de la Major League Baseball (MLB) des de la temporada inaugural de l'equip el 1998. L'estadi també s'utilitza per a futbol universitari, i des de desembre de 2008 fins a desembre de 2017 va ser la seu de la pretemporada del St. Petersburg Bowl, una competició de boles. És l'únic estadi amb cúpula no retràctil de la Major League Baseball, el que el converteix en l'únic recinte cobert durant tot l'any a la MLB. Tropicana Field és l'⁣estadi més petit de la MLB per capacitat de seients quan les files amb vistes obstruïdes a les seccions superiors estan cobertes amb lones.
Tropicana Field es va obrir l'any 1990 i originalment era conegut com a Florida Suncoast Dome. El 1993, el Tampa Bay Lightning es va traslladar a les instal·lacions i el seu nom es va canviar a ThunderDome fins que l'equip es va traslladar a la seva nova llar al centre de Tampa el 1996. L'octubre de 1996, Tropicana Products, una empresa de sucs de fruites que llavors tenia la seva seu a la propera Bradenton, va signar un acord de drets de denominació per 30 anys.
La ubicació i el disseny de Tropicana Field, especialment les passarel·les del sostre, han rebut moltes crítiques. Juntament amb l'Oakland Coliseum, sovint es diu que és un dels pitjors estadis de la Major League Baseball i ocupa constantment l'últim o penúltim lloc en el rànquing d'estadis. La Major League Baseball ha alertat de la necessitat de substituir l'Oakland Coliseum i el Tropicana Field, que considera que són un dels principals obstacles per a l'expansió futura de la MLB.